# Nodipecten magnificus
Nodipecten magnificus é uma espécie de bivalve da família Pectinidae.
É endémica de Equador.